# Gabi Martínez
Gabi Martínez (Barcelona, 1971) és escriptor, guionista i periodista. Conegut principalment pels seus llibres de viatges, se’l considera un dels màxims representants espanyols de la literatura de viatges, amb obres com Los mares de Wang o Sudd, els dos editats per Alfaguara. És considerat un dels cinc autors més representatius de l'avantguarda espanyola dels últims 20 anys gràcies a Ático (Destino) i referent del nou periodisme literari gràcies al títol Una España Inesperada (Poliedro). L'escriptor va rebre el Premi Continuarà 2012 de TVE Catalunya per la seva trajectòria literària.

## Biografia i trajectòria literària
Gabi Martínez va néixer a Barcelona l'any 1971. Incansable viatger, l'autor va partir cap al Marroc per escriure la història d'un viatge. L'any 1999 debuta en el gènere de la Literatura de Viatges amb la seva primera novel·la Solo marroquí (Plaza & Janés), una petita mostra de les obres que posteriorment publicaria i el situarien com un dels principals renovadors d'aquest gènere. L'any 2000 publica Anticreta i Diablo de Timanfaya, els dos editats per Debolsillo. La segona, on s'adverteix del risc d'erupcions que podien posar en perill les edificacions costaneres d'algunes illes de les Canàries, va generar gran controvèrsia cultural i política, sent objecte de censura per part del govern canari.
L'any 2002 publica Hora de Times Square (Mondadori) i l'any 2004 Ático (Destino), obra que va afinar el seu caràcter renovador i que va ser seleccionada entre les cinc novel·les més representatives de l'avantguarda espanyola dels últims 20 anys, segons l'editorial Palgrave/MacMillan. En aquest títol l'autor defensa la necessitat d'incorporar a la novel·la temes propis del segle XXI com les noves tendències tecnològiques o el món virtual.
L'any 2005 publica el seu llibre de reportatges Una España inesperada, obra que el posiciona com un referent del nou periodisme literari espanyol.
L'any 2007, arran d'un viatge que va fer pel riu Nil, publica la novel·la Sudd (Alfaguara), considerada per la revista Qué Leer i El Periódico de Catalunya com una de les deu millors novel·les de 2007, i convertida en còmic per Glénat. Ambientada a l'Àfrica, la novel·la convida al lector a descobrir una geografia hostil i devoradora amb un grup d'empresaris, polítics i representants de tribus que viatgen cap al sud del país, amb la intenció de posar fir a un conflicte de més de 20 anys.
El llibre Los mares de Wang (Alfaguara, 2008) va ser escollit entre els deu millors llibres de no ficció de 2008 per la revista Qué Leer i va quedar finalista del II Premi Internacional de la Literatura de viatges Camino del Cid. L'autor narra el viatge que ell mateix va fer per la costa xinesa amb el seu traductor Wang, un noi d'interior educat en els valors comunistes que mai havia vist el mar. Des de la frontera amb Corea del Sud fins a Vietnam, el llibre descriu la vida de la Xina actual, motor de canvis mundials.
L'any 2011 publica Sólo para gigantes (Alfaguara), escollida com a millor obra de no ficció en llengua espanyola del 2011. L'obra narra la història del zoòleg i cooperant Jordi Magraner, assassinat al Pakistan l'any 2002.
L'any 2012 publica En la barrera (Altaïr), un llibre de viatges per la Gran Barrera de Corall australiana. Aquest mateix Gabi Martínez rep el Premi Continuarà de TVE Catalunya per la seva trajectòria literària. Amb la publicació de Voy (Alfaguara, 2014) l'escriptor considera culminada una estapa caracteritzada per la creació de llibres de viatges, tal com expresa en una entrevista a El País.
Gabi Martínez ha coguionitzat 2 documentals: Ordinary boys (2008), un documental de ficció sobre el barri de Tetuan i que va ser seleccionat pel MoMA de Nova York per a la secció New directors / New films Series, i Angels & Dusts (2013), un documental sobre el DJ barceloní empresonat a Panamà, Angel Dust.

## Obra
- Solo marroquí (Plaza & Janés 1999)
- Anticreta (Debolsillo, 1999)
- Diablo de Timanfaya (Debolsillo, 2000)
- Hora de Times Square (Mondadori, 2002)
- Ático (Destino, 2004)
- Una España inesperada (Poliedro, 2005)
- Sudd (Alfaguara, 2007)
- Los mares de Wang (Alfaguara, 2008)
- Sudd. Novela gráfica (Glénat, 2011)
- Solo para gigantes (Alfaguara, 2011)
- Voy (Alfaguara, 2014)
- Las defensas (Seix Barral, 2017)
- Animales invisibles (NordicaLibros, 2019)[6]

## Premis i reconeixements
- Premi Continuarà 2012 de TVE Catalunya, per la seva trajectòria literària
- Finalista del II Premi Internacional de la Literatura de Viatges Camino del Cid, per l'obra Los mares de Wang (2008).